# Mesochorus provocator
Mesochorus provocator là một loài tò vò trong họ Ichneumonidae.